# Alampyris photinoides
Alampyris photinoides là một loài bọ cánh cứng trong họ Cerambycidae.